# Taverner (opera)
Taverner är en engelsk opera i två akter med musik och libretto av Peter Maxwell Davies. Operan handlar om den engelske 1500-talstonsättaren John Taverner.

## Historia
Operan bygger egentligen på en feltolkning av de dokument som Maxwell Davies hade att tillgå vid tiden för komponerandet 1962-68. Dokumenten hävdade att Taverner, efter att ha skrivit några av de mest grandiosa mässorna och motetterna under 1500-talet, övergav konsten för att bli en ivrig förföljare av den engelska lutherdomen som han dittills hade bekänt sig till. Vad som är känt nu är att Taverner slutade komponera i mitten av 1520-talet. I operan blir Taverner en Faust som säljer sin själ men inte för att få makt eller kunskap utan för att säkerställa sin överlevnad. Operan hade premiär den 12 juli 1972 på Covent Garden-operan i London med Ragnar Ulfung i titelrollen. Svensk premiär den 24 november 1984 på Kungliga Operan i Stockholm.

## Personer
- Taverner (tenor)
- Rose Parrowe (kontraalt)
- Döden (bas)
- Den vite abboten (basbaryton)
- Kungen (bas)
- Kardinalen (tenor)
- Prästen (countertenor)
- Korpojke (gossopran)

## Handling

### Akt I
Operan börjar i en rättssal där Taverner förhörs av den vite abboten för att vara en protestantisk avfälling. I sista minuten benådas han av kardinalen för vilken han är alldeles för värdefull som tonsättare. I kapellet fortsätter Taverner med sin kyrkomusik medan munkarna till synes verkar sjunga kyrkomässan. Men de återkallar Taverners förflutna och framtid. Kungen ämnar bryta med det katolska Rom. Kardinalen vänder kappan efter vinden medan hovnarren uttrycker fördelar med båda sidor. Narren visar sig vara Döden och han kallar till sig Taverner för att leda honom genom en förrädisk, mardrömsaktig rening. I slutet av denna avsäger sig Taverner sin musik och tar upp den falske Jesu fallna svärd. Döden verkar ha segrat.

### Akt II
Abboten döms till bålet. Kardinalen har tappat ansiktet bokstavligt talat. Döden står framför ett gigantiskt lyckohjul. Abboten och munkarna sjunger mässan medan soldaterna inträder för att föra bort dem. Byborna samlas för att se abboten brinna men den som i själv verket går under är Taverner.